# Амьен-3 (кантон)
Амьен-3 (фр. Amiens-3) — кантон во Франции, находится в регионе О-де-Франс, департамент Сомма. Входит в состав округа Амьен.

## История
Кантон образован в результате реформы 2015 года . В его состав вошли упраздненный кантон Амьен-3 (Нор-Эст), часть кантона Амьен-4 (Эст) и отдельные коммуны кантона Корби.

## Состав кантона
В состав кантона входят коммуны (население по данным Национального института статистики за 2018 г.):
- Амьен (16 063 чел.) (восточные кварталы)
- Бюсси-ле-Даур (391 чел.)
- Векмон (542 чел.)
- Даур (780 чел.)
- Камон (4 424 чел.)
- Ламот-Бребьер (218 чел.)
- Обиньи (534 чел.)
- Риври (3 576 чел.)

## Политика
На президентских выборах 2022 г. жители кантона отдали в 1-м туре Эмманюэлю Макрону 31,3 % голосов против 25,8 % у Жана-Люка Меланшона и 21,2 % у Марин Ле Пен; во 2-м туре в кантоне победил Макрон, получивший 63,9 % голосов. (2017 год. 1 тур: Эмманюэль Макрон – 26,6 %, Жан-Люк Меланшон – 22,5 %,  Марин Ле Пен – 21,4 %, Франсуа Фийон – 15,1 %; 2 тур: Макрон – 68,2 %. 2012 год. 1 тур: Франсуа Олланд - 31,3 %, Николя Саркози - 23,6 %, Марин Ле Пен - 18,6 %; 2 тур: Олланд  - 57,8 %).
С 2021 года кантон в Совете департамента Сомма представляют Эсра Эркан (Esra Ercan) (Европа Экология Зелёные) и мэр города Камон Жан-Клод Рено (Jean-Claude Renaux) (Коммунистическая партия).
|                | Кандидаты                            | Партия                   | Первый тур | Первый тур     | Второй тур | Второй тур |
| Кол-во голосов | Кандидаты                            | Партия                   | % голосов  | Кол-во голосов | % голосов  |            |
| -------------- | ------------------------------------ | ------------------------ | ---------- | -------------- | ---------- | ---------- |
|                | Марион Лепрель Жан-Клод Рено         | Левый блок – Зелёные     | 2 514      | 50,88          | 3 749      | 75,80      |
|                | Кристиана Блондель Обер Алекс Гаффес | Национальное объединение | 982        | 19,87          | 1 197      | 24,20      |
|                | Доминик Белье Тома Дорес             | Вперёд, Республика!      | 741        | 15,00          |            |            |
|                | Эстель Алле Кристиан Леруа           | Республиканцы            | 594        | 7,74           |            |            |

|                | Кандидаты                            | Партия             | Первый тур | Первый тур     | Второй тур | Второй тур |
| Кол-во голосов | Кандидаты                            | Партия             | % голосов  | Кол-во голосов | % голосов  |            |
| -------------- | ------------------------------------ | ------------------ | ---------- | -------------- | ---------- | ---------- |
|                | Марион Лепрель Жан-Клод Рено         | Левый блок         | 2 905      | 37,86          | 3 673      | 45,38      |
|                | Валери Дево Пьер Саврё               | Правый блок        | 2 110      | 27,50          | 2 380      | 29,41      |
|                | Поль Дюпон Селин Майар               | Национальный фронт | 2 064      | 26,90          | 2 040      | 25,21      |
|                | Эмманюэль Аларкон Гарсиа Лоик Терлон | Левый фронт        | 594        | 7,74           |            |            |